# Wide body

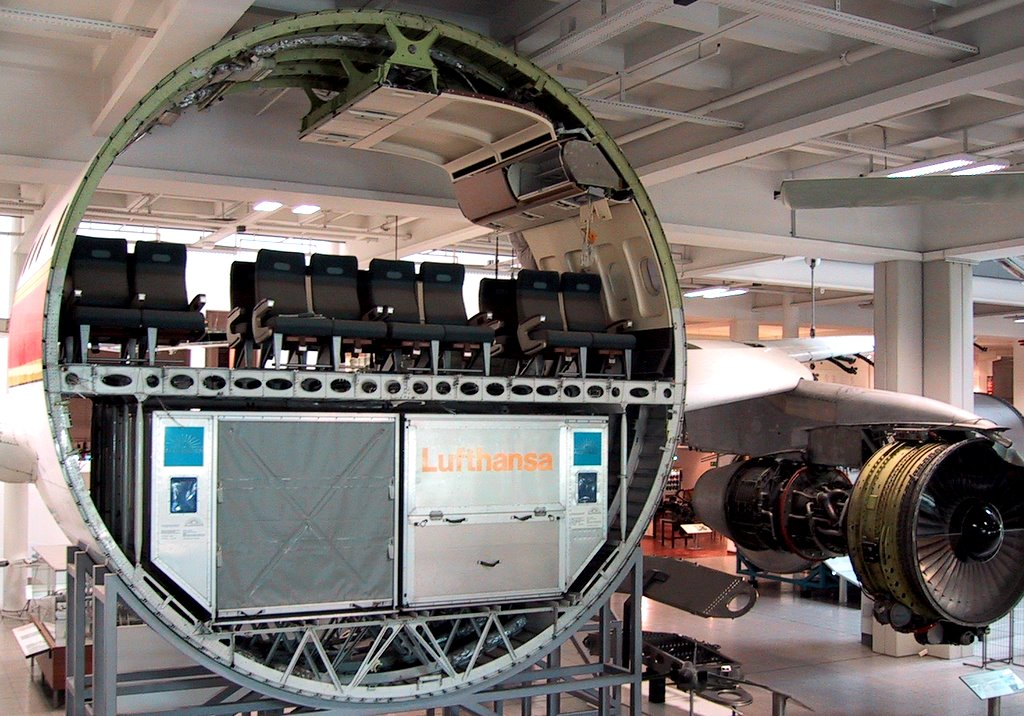
Sektion av en Airbus 300

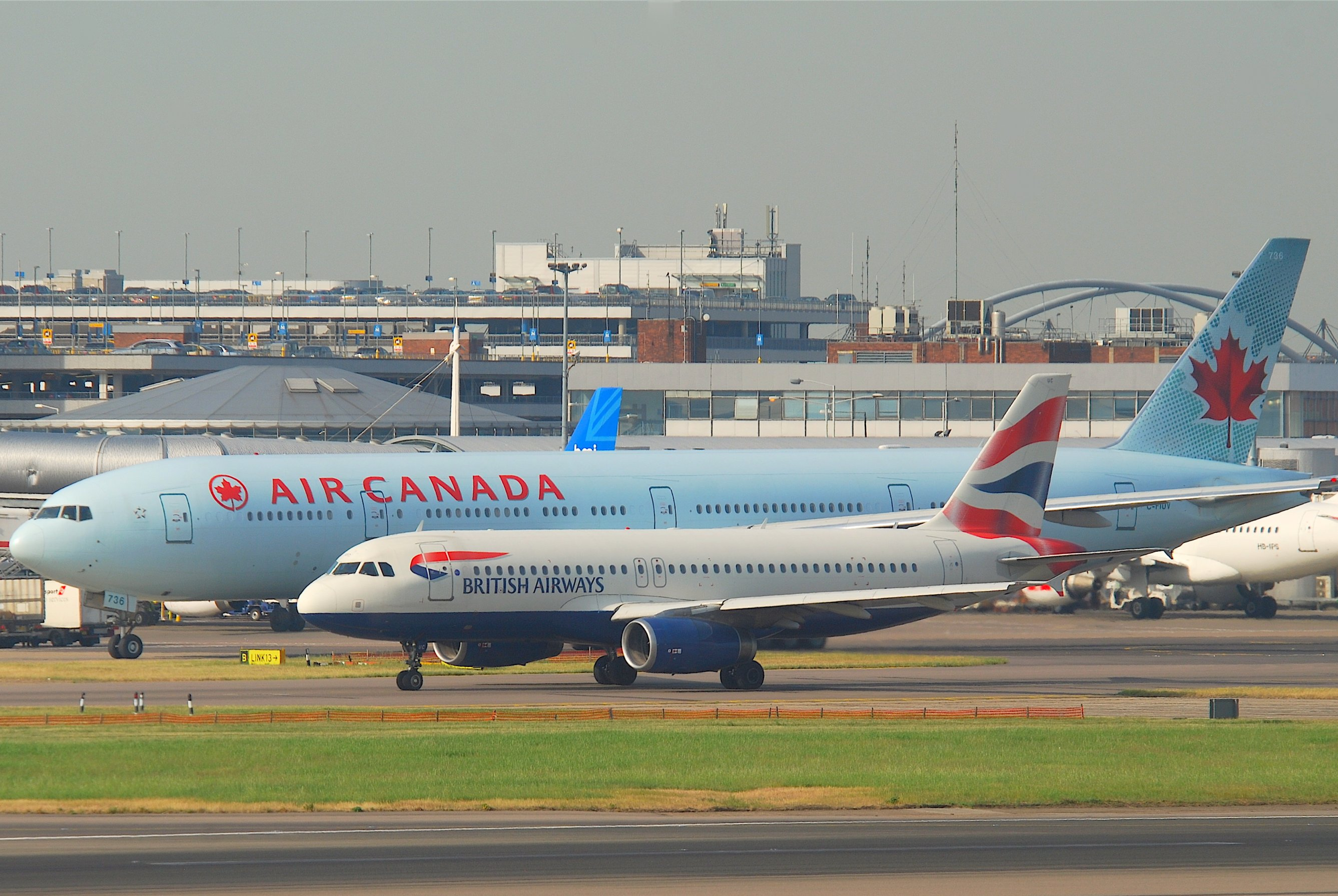
Storleksjämförelse mellan en British Airways Airbus A320 (narrow body) och en Air Canada Boeing 777-300ER (wide body)

Wide body (engelska för 'bred kropp') är en flygplanstyp med två gångar som tillåter sju säten eller fler i bredd. Motsvarigheten är narrow body för mindre trafikflygplan. Normal diameter på flygplanskroppen är fem till sex meter. En vardaglig term för denna typ av bredbukiga flygplan är jumbojet, ursprungligen använt för Boeing 747.

## Exempel
- Airbus A300
- Airbus A310
- Airbus A330
- Airbus A340
- Airbus A350
- Airbus A380
- Boeing 747
- Boeing 767
- Boeing 777
- Boeing 787
- Iljusjin Il-86
- Iljusjin Il-96
- McDonnell Douglas DC-10/MD-11
- Lockheed L-1011 TriStar